# Руал Амундсен
Вижте пояснителната страница за други личности с името Амундсен.
Ру̀ал Ѐнгелбрехт Гра̀внинг А̀мундсен (на норвежки: Roald Engelbregt Gravning Amundsen, [ˈɾuːɑl ˈɑmʉnsən]) е норвежки полярен изследовател.
Той е първият човек, достигнал до Южния полюс (14 декември 1911), и първият, заедно с Оскар Вистинг, бил и на двата полюса на планетата. Освен това, ръководената от него въздушна трансарктическа експедиция от 1926 година е първата, сред заявилите, че са достигнали Северния полюс, без това да се оспорва от никого. Амундсен е първият, извършил морски преход през Северозападния морски път около Северна Америка, а след това организира втората успешна експедиция през Североизточния морски път около Сибир, като по този начин става първият човек, извършил околосветско пътуване отвъд полярния кръг. Става и един от пионерите в използването на авиацията (хидроплани и дирижабли) в полярните изследвания.
Руал Амундсен загива през 1928 година при издирването на претърпялата катастрофа арктическа експедиция на Умберто Нобиле. Носител е на награди и отличия от много страни по света, сред които американския Златен медал на Конгреса, а името му носят множество географски и други обекти.

## Биография

### Произход и младежки години
Произходът на рода Амундсен може да се проследи до XVII век – те са селяни от остров Асмальой в граничните води между Норвегия и Швеция. Прадядото на Руал купува земя на континента и се преселва край Шеберг. Бащата, Йенс Амундсен (1820 – 1886) е четвъртото от дванадесет деца. Заедно с братята си той се занимава с морска търговия, като семейството притежава общо имение в Борге, днес част от Фредрикста. През 80-те години на XIX век те притежават 20 ветрохода и 1 параход, както и собствена корабостроителница.
Йенс Амундсен забогатява по време на Кримската война, когато извършва доставки на зърно и сол за британските и френските войски, а по време на обсадата на Севастопол неговият платноход „Феникс“ се използва като жилище от британски офицери. През 1866 година Йенс Амундсен пътува от Китай до Куба, превозвайки 300 китайски работници кули за плантациите със захарна тръстика, като потушава техен кратък бунт на борда.
През 1863 година Йенс Амундсен се жени за Хане Хенрике Густав Салквист, дъщеря на митнически чиновник, и тримата имат четирима синове, най-малък сред които е Руал. Йенс Уле Антони е роден през 1866 година и се занимава с търговия, а също и с разработка на технологии за производство на маргарин и сухо мляко. Густав Салквист е роден през 1868 година и става офицер. Леон се ражда през 1870 година и става търговец на вино във Франция, който дълго време действа като пълномощник на Руал по време на пътуванията им, но след това двамата влизат в тежък конфликт.
Руал Амундсен е роден на 16 юли 1872 година в Борге. За първите му години не се знае много. Детството му преминава в горите около семейното имение в достигаща 40 души компания на братята му и съседски деца, сред които той е най-малкият. Братята му често участват в сбивания, а Руал от този период описват като „високомерно момче“, което лесно се ядосва. Сред приятелите му от този период е друг бъдещ полярен изследовател – Карстен Борхгревинк.
Децата в семейството на Йенс Амундсен се занимават със спорт от ранна възраст – в двора на имението е поставена успоредка, на която четиримата тренират, а ски Руал кара от най-ранна възраст. От петнадесетгодишен той спазва спартански режим – строга диета, физически упражнения, спане на чист въздух и през зимата, постоянни ски походи от ноември до април. По думите му, той не обича футбола, но редовно играе, „за да упражнява тялото си и да го приучава към издръжливост“. Той е изключително лош ученик, известен със своята упоритост и своеобразно чувство за справедливост. Успехът му е толкова лош, че директорът на училището не го допуска до финалните изпити и той трябва да се явява на тях отделно, като частен ученик. Така през юли 1890 година с големи трудности той все пак получава зрелостно свидетелство.
В своята автобиография самият Руал Амундсен сочи два основни фактора, повлияли на формирането му като личност. През 1886 година умира баща му, Йенс Амундсен. Майка му се стреми към интелектуална кариера за най-малкия си син, затова семейството се премества в столицата Кристиания, недалеч от кралския дворец. По нейно настояване Руал започва да следва медицина в Университета на Кристиания, но след нейната смърт на 9 септември 1893 година напуска медицинския факултет. Той така и не изучава същинската медицина, а само завършва с трудности подготвителния курс. По думите му: „С огромно облекчение напуснах... университета, за да се отдам изцяло на осъществяването на мечтата на живота си“. Другият фактор е запознаването му с историята за покоряването на Северозападния морски път и съдбата на контраадмирал Джон Франклин. Влияние върху него оказва и познанството му с известния полярен изследовател Ейвин Аструп, на чиито лекции присъства още в университета. На 24 юни 1893 година е сред тълпата, изпращаща експедицията към Северния полюс на Фритьоф Нансен.
В продължение на дълги години след смъртта на майка си Амундсен държи квартира под наем в Кристиания, за която се грижи Елизабет Густавсон, прислужница в семейството на родителите му от 1865 година, към която той, по собствените му думи, се отнася като към своя майка.

### Първи плавания
След като напуска университета, Амундсен участва в преход през платото Хардангервида. След това постъпва на китобойния кораб „Моргенен“, за да се подготвя практически за получаване на щурманско звание. След завръщането си през 1894 година пише доклад до вътрешното министерство, разглеждащ въпроса за получаването от Норвегия на права върху архипелага Шпицберген. По това време прави опит да се включи в арктическата експедиция на Фредерик Джордж Джаксън, но му е отказано. През пролетта на 1895 година Руал Амундсен издържа успешно изпита за щурман, след което участва в още едно китоловно плаване.
На 3 януари 1896 година Руал и брат му Леон, имитирайки поход в арктически условия, се опитват да пресекат от изток на запад платото Хардангервида. Те изгубват пътя и на четвъртия ден припасите им от храна се изчерпват. В своята автобиография Руал описва този случай като най-опасното произшествие в целия му живот – през нощта той е затрупан от навят сняг, а от умора получава схващане на мускулите, но брат му успява да го откопае и изведе на чист въздух.
На 7 август 1896 година Амундсен постъпва като матрос в белгийската антарктическа експедиция на кораба „Белгика“, която има международен екипаж, ръководен от Адриен дьо Жерлаш дьо Гомери. Това е единствената експедиция, в която той участва като подчинен. Нейната цел е да се достигне до Южния магнитен полюс, да се оставят в максимална близост до него четирима души с магнитометри, корабът да презимува в Рио де Жанейро и да ги прибере на следващото лято. Зимата на 1896 – 1897 година Амундсен прекарва в Антверпен, където учи френски и преминава курс по морска навигация. Той трябва да напусне града, заради любовна връзка с хазяйката си, завършила с нейното самоубийство на 24 март 1897 година.
При започването на експедицията Руал Амундсен получава звание щурман и е настанен в офицерска кабина, тъй като на кораба остават незаети места. „Белгика“ отплава на 16 август 1897 година и пристига в Антарктика на 30 януари 1898 година. В първия ден след пристигането Амундсен извършва поход на ски по брега на остров Ту Хъмък, според някои първия в историята на антарктическите изследвания. На 8 март придвижващият се на юг кораб засяда в ледовете и се налага непланирано да презимува в Антарктика. Дрейфът му продължава 13 месеца и преминава през части от морето Белингсхаузен, които дотогава не са посещавани от хора, заради крайно тежките условия. Тъй като първоначалният план не предвижда екипажът на кораба да зимува в Антарктика, на борда на кораба има само четири комплекта полярно облекло. По предложение на Амундсен се ушиват топли дрехи от наличните на кораба червени вълнени одеяла.
Отношенията на Амундсен с командира на експедицията Адриен дьо Жерлаш са напрегнати и в своята автобиография той нито веднъж не споменава името му, но често говори за своя по-старши колега, корабния лекар Фредерик Кук. След началото на полярната нощ в главен проблем за екипажа се превръща скорбутът, но Амундсен и Кук организират лов на тюлени и пингвини и не се ограничават в храната, като през май 1898 година Амундсен достига рекордните 87,5 килограма. Двамата провеждат и експерименти с екипировката, сравнявайки в практически условия спалните чували, разработени от Ейвин Аструп, Фритьоф Нансен и Робърт Пири. За Амундсен Кук става едновременно и учител, и съученик, но останалите членове на екипажа не проявяват особен ентусиазъм към техните експерименти.
На 5 юни 1898 година умира от скорбут и сърдечни усложнения магнитологът Данко, а малко по-късно морякът Толефсен изпада в нервна криза и се опитва да се прибере пеш в Норвегия. При засилващата се деморализация, Амундсен влиза в открит конфликт с Дьо Жерлаш и самоволно поема командването на експедицията. На 15 февруари 1899 г. ледът почва да се троши и Фредерик Кук заставя екипажа ръчно да прокопае 900-метров канал в леда, за да се освободи кораба. Корабът е изведен от ледовете едва на 14 март 1899 година и „Белгика“ успешно се завръща в Антверпен на 5 ноември.
За времето на завръщането на Амундсен има противоречиви сведения. Той слиза от кораба в Рио де Жанейро и продължава към Европа самостоятелно. Брат му Леон се надява той да го посети пътьом в Коняк, където живее по това време, но Руал предпочита да отиде в Брюксел, където получава първото си официално отличие – кавалерския кръст на орден „Леополд I“. Той отказва да пише и публикува каквото и да е за експедицията на Дьо Жерлаш, макар и да признава, че тя изиграва важна роля в живота му.
Според негови биографи, като Роланд Хънтфорд, най-важният извод, който Руал Амундсен си прави от експедицията на Дьо Жерлаш, е че трябва да прикрива авантюристичните си планове с научноизследователски цели. По собствените му думи, именно по време на експедицията той решава да свърже детската си мечта за откриване на Северозападния морски път с по-важната за науката цел да се установи местоположението на Северния магнитен полюс.

### Северозападният морски път

#### Подготовка
След завръщането си от Белгия Амундсен отбива военната си служба, а през септември, заедно с брат си Леон, пътува с велосипед от Кристиания до Коняк. Оттам той продължава сам с велосипед през Мадрид до Картахена, откъдето продължава с принадлежащата на семейството му барка „Оскар“ до Пенсакола в Съединените щати. Връща се в Европа през април 1900 година и, докато е в Англия, събира много литература, посветена на Северозападния морски път. В резултат на това плаване получава диплом за капитан от търговския флот.
През септември 1900 година Руал Амундсен отива в морската геофизическа обсерватория в Хамбург, където е приет от нейния директор Георг фон Ноймайер. Амундсен се заема активно с набиране на нужните за експедицията знания по геофизика, като според спомените му за прекараните в Хамбург 40 дни се занимава с това 250 часа. Фон Ноймайер го запознава с метеоролога Хенрик Мон, който от своя страна на Коледа го представя на Фритьоф Нансен. За отношенията между двамата биографите на Амундсен имат различни мнения – според някои те са хладни, според други – напротив. Според Лив Нансен-Хейер, най-голямата дъщеря на Фритьоф Нансен, Амундсен винаги е притеснен и неуверен в присъствието на баща ѝ.
През януари 1901 година Руал Амундсен купува 47-тонната китоловна яхта „Йоа“ (Gjøa) – негова връстница, построена през 1872 година. С 10 хиляди крони, взети назаем от брат му Густав, той преоборудва яхтата, като ѝ поставя керосинов двигател с мощност 13 конски сили и механизирани лебедки за платната. През април той заминава за половин година в Баренцово море – както за да изпита кораба, така и за да извърши някои океанографски наблюдения по поръчка на Фритьоф Нансен. При пътуването улавя два кита и няколко моржа, което му донася приход от 8 хиляди крони. Плаването преминава под командването на дотогавашния собственик на яхтата, Ханс Кристиан Йохансен. В късната есен на 1901 година Амундсен представя пред Норвежкото географско дружество доклад за плаването.
1902 година е напрегната за Амундсен, който усилено търси финансиране за своята експедиция, докато първоначално предвижданият бюджет от 50 хиляди крони се оказва недостатъчен. В края на годината той прави презентация пред Кралското географско дружество в Лондон, която обаче е неудачна, заради лошото му владеене на английския език. В началото на 1903 година финансовият му дефицит достига 70 хиляди крони, а проблемът с недостига на пари ще го преследва до края на живота му. Съществена помощ в подготовката на експедицията му оказва Фриц Цапфе, аптекар от Тромсьо, който е и кореспондент на столичния вестник „Моргенбладет“.
До последния момент заминаването на експедицията остава под въпрос – разходите достигат 150 хиляди крони, без да се отчита стойността на кораба и даренията в натура от производители на консерви, при което 14 хиляди крони са взети назаем с поръчителството на Густав и Леон Амундсен буквално дни преди отплаването. В автобиографията си, писана години по-късно, Амундсен представя началото на експедицията в романтичен дух – опасявайки се от кредиторите, екипажът на „Йоа“ потегля късно през нощта при проливен дъжд. Съвременни биографи, разполагащи с личните писма и дневници на Амундсен, отхвърлят този разказ – при отплаването през нощта на 17 юни 1903 година на борда на „Йоа“ се намират и четиримата братя Амундсен, а оповестеният списък на спонсорите започва с имената на краля на Швеция и Норвегия Оскар II и изследователя Фритьоф Нансен. Два дни преди това Руал Амундсен дава пълномощно на своя брат Леон, за да го представлява по време на отсъствието му.

#### Преминаване на Северозападния път
След отплаването си Амундсен пресича Северния Атлантически океан и Бафиновия залив и на 20 август навлиза в протока Ланкастър, а след това плава на запад през протока Бароу. На остров Бичи (74°40′ с. ш. 91°45′ з. д. / 74.666667° с. ш. 91.75° з. д.) извършва магнитни изследвания. На около 96° з.д. завива на юг и преминава през протоците Пил и Франклин и достига до северната част на остров Кинг Уилям (нос Феликс 69°50′ с. ш. 97°50′ з. д. / 69.833333° с. ш. 97.833333° з. д.). Заобикаля от изток Кинг Уилям през протока Джеймс Рос. На 9 септември спира на югоизточния бряг на Кинг Уилям за зимуване, което се оказва, че ще продължи две години. Заливът, в който спират, е наречен Йоа Хейвън. На 29 октомври в района се появяват ескимоси от местното племе нетсилик, с които експедицията установява добри отношения.
По време на зимуването се оказва, че изборът на малък екипаж от само 7 души е грешка, и още през ноември възниква напрежение между Амундсен и механика Педер Риствелд. Готвачът Адолф Хенрик Линдтрьом е алкохолик, а с времето Амундсен разваля отношенията си и с други членове на екипажа.
На 1 март 1904 година Амундсен, Хелмер Хансен и Риствелд, с ескимоска екипировка и при температура −53 °С, потеглят с шейни към Северния магнитен полюс. Вечерта на същия ден температурата пада до −57 °С. По тази причина групата се връща на „Йоа“ още сутринта на 5 март, при което кучетата им изминават 10 мили за 4 часа, докато на отиване за това са им нужни два дни и половина. На 16 март Амундсен и Хансен потеглят отново и на 24 април достигат до мястото на Северния магнитен полюс, както е определено от Джеймс Кларк Рос през 1831 година. Тъй като оттогава полюсът е променил местоположението си, Амундсен се връща на кораба, прекарвайки в поход седем седмици.
През лятото на 1904 г. корабът не успява да се освободи от ледения плен и се налага второ зимуване. През есента на 1904 г. с лодка изследва протока Симпсън и се убеждава, че „Йоа“ при благоприятни ледови условия може свободно да премине през най-тясната част на протока.
На 13 август 1905 г. корабът се освобождава от ледовете и Амундсен продължава на запад през протока Симпсън, залива Куийн Мод, протока Диз, залива Коронейшън, протока Долфин енд Юнион и залива Амундсен до остров Хершел (69°40′ с. ш. 139°10′ з. д. / 69.666667° с. ш. 139.166667° з. д.), където се провежда трето зимуване. През зимата на 1905 – 1906 извършва тримесечен поход със ски и кучешки впрягове на юг до Клондайк, а след това още два месеца за връщане на кораба.
През август 1906 г. „Йоа“ се освобождава от ледовете и през Беринговия проток, на 31 август 1906 г., корабът достига град Ноум, а през октомври – Сан Франциско, където е подарен на града и бива изложен в Голдън Гейт Парк до 1972, когато се завръща в Осло.

### Южният полюс (1910 – 1912)
След покоряването на Северозападния проход Амундсен планира експедиция до Северния полюс. След като Северния полюс е достигнат през 1909 г. от Фредерик Кук и впоследствие от Робърт Пири, той променя плановете си. Когато отпътува с кораба „Фрам“, използван по-рано от Фритьоф Нансен за преодоляване на 85° с.ш., само трима души знаят за истинската цел на експедицията: Амундсен, брат му Леон и капитана на „Фрам“ Торвалд Нилсен. Амундсен се опасява, че Нансен ще откаже употребата на „Фрам“, а освен това вероятно иска да запази в тайна от Робърт Скот, че ще стане негов конкурент в покоряването на Южния полюс.
На 14 януари 1911 г., експедицията достига северния бряг на шелфовия ледник Рос и в Китовия залив разтоварва провизии и построява базов лагер, който е наречен „Фрамхайм“ (Домът на Фрам). Китовият залив се намира с 96 km по-близо до Южния полюс от нос Евънс, където английската експедиция, ръководена от Скот, построява своя базов лагер. Макар да има преимущество с построяване на базов лагер по-близо до Южния полюс, Амундсен трябва да се пребори с предизвикателството да открие път през абсолютно непознат терен, докато Скот възнамерява да използва пътя, открит от Ърнест Шакълтън през 1908 г., преминаващ по ледника Бирдмор и достигащ до антарктичното плато.
Настъпващата зима Амундсен и хората му прекарват в построяване на лагери с провизии, на 80°, 81° и 82° ю.ш., а самия преход до полюса смятат да осъществят, след като започне затопляне по време на антарктичната пролет. На 8 септември 1911 г. настъпва затопляне и Амундсен решава, че пролетта е започнала, след което с екип от 8 души започва преход към Южния полюс. Скоро обаче температурите падат рязко до под -50 °С. На 12 септември решават да достигнат до лагера на 80° ю.ш., да оставят носените провизии, след което всички да се завърнат обратно в базовия лагер и да изчакат по-добро време. На 15 септември експедицията достига лагера на 80° ю.ш. и след оставянето на провизиите последва максимално бързо изтегляне към базовия лагер.
На 19 октомври започва повторен щурм, в който участват само петима души. Взимат 4 шейни с 52 кучета. На 23 октомври стигнат до лагера с провизии на 80° ю.ш., и на 3 ноември – лагера на 82° ю.ш. На 15 ноември стигат до 85° ю.ш. и спират да починат за един ден. Намират се в основата на трансантарктическата планинска верига. Изкачването към антарктичното плато започва на 17 ноември и продължава 4 дни. На 21 ноември експедицията стига до полярното плато, където 24 от кучетата са заклани, костите са дадени на останалите кучета за храна, а хората изяждат част от кучешкото месо, като складират остатъка за връщането си. Времето е бурно и групата престоява 3 дни в очакване на подобрение, но накрая се отказват да чакат повече и на 25 ноември продължават прехода. Бурното време затруднява силно придвижването. Стигат 87° ю.ш. на 4 декември. На 7 декември стигат до 88° 23' ю.ш., което е най-южната ширина, достигана дотогава. Намират се на 180 km от Южния полюс.
На 14 декември 1911 петимата, заедно с впряг от 16 кучета, стигат до Южния полюс. Там те оставят малка палатка и писмо, в което описват постижението си, в случай че не успеят да се приберат до Фрамхайм. Амундсен изпреварва с цял месец английската експедиция на Робърт Скот, който намира смъртта си по обратния път, на 11 мили от спасителния лагер с провизии. След покоряването на Южния полюс Амундсен е посрещнат в родината си триумфално.

### Следващи години (1912 – 1928)
След експедицията до Южния полюс Амундсен започва подготовка за покоряването на Северния полюс със самолет. Първата световна война променя плановете му и той решава да се посвети на преминаването на Североизточния морски път с кораб.
През лятото на 1918 г. експедицията му тръгва от Норвегия с кораба „Мод“ и през 1920 г. достига Беринговия проток.
На 22 май 1925 г. със самолет достига до 87° 43' с.ш.
През 1926 г. възглавява първия трансарктически полет с дирижабъла „Норвегия“ по маршрут: Шпицберген – Северния полюс – Аляска.
През 1928 г. при опит да открие италианската експедиция на Умберто Нобиле, претърпяла катастрофа в Северния ледовит океан на дирижабъла „Италия“, Амундсен излита на 18 юни на хидросамолета „Латам 47“, но изчезва безследно в Баренцево море.

## Памет
Неговото име носят:
- Амундсен – астероид;
- Бряг Амундсен в Антарктида;
- Амундсен – връх в Антарктида;
- Амундсен – залив на море Бофорт;
- Амундсен – залив на море Космонавти, край бреговете на Антарктида;
- Руал Амундсен – норвежки военноморски кораб;
- Амундсен – нос на северното крайбрежие на п-ов Таймир, затварящ от североизток залива Мод;
- Амундсен – подводна котловина в Северния ледовит океан;
- Амундсен – кратер на Луната;
- Амундсен – ледник в Антарктида;
- Амундсен – море в южната част на Тихия океан, край бреговете на Антарктида;
- Амундсен – остров в о-вите Норденшелд, в Канадския арктичен архипелаг;
- Земя Амундсен – полуостров на северозападното крайбрежие на Гренландия;
- Амундсен-Скот – американска полярна станция на Южния полюс.